# Rolf Francke
Rolf Bernhard Francke (* 18. September 1940 in Solingen) ist ein ehemaliger deutscher Politiker (CDU) und Kaufmann.

## Leben und Wirken
Nach dem Schulbesuch in Ossendorf bei Warburg und Düsseldorf studierte Francke Wirtschafts- und Sozialwissenschaften an der Universität Köln. 1967 wurde er dort mit einer Dissertation zum Thema Wirtschaftliche Probleme der Stromversorgung der Eisen schaffenden Industrie an der Ruhr promoviert. Danach war er in der Eisen- und Stahlindustrie und ab 1971 in der Werftindustrie tätig. Von 1980 bis 1996 war er Geschäftsführer der Noske-Käser GmbH, ein hauptsächlich als Schiffszulieferer agierendes Hamburger Unternehmen und zu dieser Zeit eine Tochterfirma von Blohm + Voss. Ab November 1986 vertrat Francke die CDU als Mitglied der Hamburgischen Bürgerschaft (12. und 13. Wahlperiode).